# Пепсин
Пепсинът е ендопептидаза, която разгражда протеините на по-малки пептиди. Произвежда се в стомаха и е един от основните храносмилателни ензими в храносмилателната система на хората и много животни, които спомагат за усвояването на протеините в храната. Пепсинът е аспарагинова протеаза, използваща каталитичен аспартат в активния си център.
Това е една от трите основни протеази в човешката храносмилателна система (другите две са химотрипсин и трипсин). В хода на храносмилането тези ензими, всеки от които е специализиран в прекъсването на връзките между отделните видове аминокиселини, си сътрудничат в разграждането на хранителните протеини до съставните им компоненти (например пептиди и аминокиселини), които могат да се абсорбират от тънкото черво. Пепсинът е най-ефективен при разкъсването на пептидните връзки между хидрофобните и ароматните аминокиселини, като например фенилаланин, триптофан и тирозин.
Проензимът на пепсина, пепсиноген, се отделя от главните клетки в стомашната стена и, след като се смеси със солната киселина на стомашния сок, пепсиногенът се активира, превръщайки се в пепсин.

## История
Пепсинът е един от първите открити ензими и по природа е полипептиден. Открит е през 1836 г. от Теодор Шван. Той измисля термина от старогръцката дума πέψις (пепсис), означаваща „смилане“. По това време учените започват да откриват много биохимични съединения, които играят значителна роля в биологичните процеси, а пепсинът е един от тях. Пепсинът се оказва киселинно вещество, което е в състояние да преобразува храните с азот във водоразтворим материал.
През 1928 г. пепсинът става един от първите ензими, които са кристализирани, когато Джон Нортроп го кристализира чрез диализа, филтрация и охлаждане.

## Прекурсор
Пепсинът има генна експресия като проензим, наречен пепсиноген, чиято главна структура има 44 допълнителни аминокиселини. Пепсиногенът се отделя от главните клетки в стомаха. Той се активира от солната киселина, която се отделя от париеталните клетки. Хормонът гастрин и блуждаещият нерв задействат отделянето както на пепсиноген, така и на солна киселина (HCl) от стомаха, когато храна навлезе в него. Солната киселина създава киселинна среда, която позволява на пепсиногенът да се разгъне и отцепи по автокаталитичен начин, като по този начин се генерира пепсин в активна форма. Пепсинът разцепва 44-те аминокиселини на пепсиногена, за да създаде още пепсин.

## Активност и стабилност
Пепсинът е най-активен в киселинна среда с температура между 37 °C и 42 °C. Съответно, неговото първоначално място на синтез и активност е в стомаха (pH от 1,5 до 2). Пепсинът усвоява до 20% от погълнатите амидни връзки, като се разцепва преференциално в С-терминалната страна:с. 96 на аромарните аминокиселини.:с. 675 Пепсинът проявява преференциално разцепване за хидрофобни и ароматни остатъци в позиции Р1 и Р1'. Повишена чувствителност към хидролиза се получава, когато има сяро-съдържаща аминокиселина, близка до пептидната връзка, която има ароматна аминокиселина. Пепсинът разцепва Phe1Val, Gln4His, Glu13Ala, Ala14Leu, Leu15Tyr, Tyr16Leu, Gly23Phe, Phe24 в B-веригата на инсулина. Пепсинът е най-активен при pH 2 и е неактивен над pH 6,5. При над pH 8 пепсинът е напълно денатуриран и необратимо дезактивиран. Следователно, пепсин в разтвор с рН до 8 може да се реактивира отново при повторно окисляване. Стабилността на пепсина при високо рН има значителни последствия върху фаринголарингеалния рефлукс. Пепсинът остава в ларинкса след стомашен рефлукс. При средното рН на ларингофаринкса (рН = 6.8) пепсинът би бил неактивен, но би могъл да се реактивира при последващи събития на киселинен рефлукс, което води до увреждане на местните тъкани. Пепсинът е един от основните причинители на увреждане на лигавицата по време на рефлукса.
Обикновено дебитът на пепсина при мъжете е около 20 – 30 mg/час при основна секреция, като може да достигне 60 – 80 mg/час при стимулирана секреция чрез пентагастрин. При жените секрецията обикновено е с 25 – 30% по-малка.

## Инхибитори
Пепсинът може да се инхибира при високи нива на pH или чрез инхибиторни вещества. Пепстатинът е съединение с ниско молекулно тегло и мощен инхибитор специално за киселинни протеази с Ki от около 10−10 M за пепсин. Счита се, че статиловият остатък на пепстатина е отговорен за инхибирането на пепсина. Пепстатинът не се свързва ковалентно с пепсина и, следователно, инхибирането на пепсин чрез пепстатин е обратимо.
Пепсин претърпява и инхибиране чрез обратна връзка – продуктът за разграждане на протеини забавя реакцията чрез инхибиране на пепсина. Сукралфатът също забавя действието на пепсина.

## Приложение
Пепсинът за търговски цели се извлича от жлезистия слой на свински стомаси. Той е съставка на сирищете, което се използва за стягане на млякото при производството на сирене. Пепсинът се използва за различни цели при производството на храни: за модифициране и осигуряване на качества на соевия протеин и желатина, за модифициране на зеленчуковите протеини, за направата на полуготови зърнени закуски и за приготвяне на животински и растителни протеинови хидролизати, които се използват за ароматизиране на храни и напитки. Използва се и в кожарската промишленост за премахване на козина и остатъчни тъкани от кожи и за възстановяване на сребро от изхвърлени фотографски филми чрез смилане на желатиновия слой, в който се съдържа среброто. В миналото се е използвал и като добавка към някои дъвки.